# Rancho Bonito, Chiapas
Rancho Bonito är en ort i Mexiko.   Den ligger i kommunen Siltepec och delstaten Chiapas, i den sydöstra delen av landet, 800 km sydost om huvudstaden Mexico City. Rancho Bonito ligger 1 875 meter över havet och antalet invånare är 332.
Terrängen runt Rancho Bonito är bergig västerut, men österut är den kuperad. Runt Rancho Bonito är det ganska glesbefolkat, med 27 invånare per kvadratkilometer. Närmaste större samhälle är Capitán Luis A. Vidal, 4,2 km nordost om Rancho Bonito. I omgivningarna runt Rancho Bonito växer i huvudsak städsegrön lövskog.